# دغموس أحمر

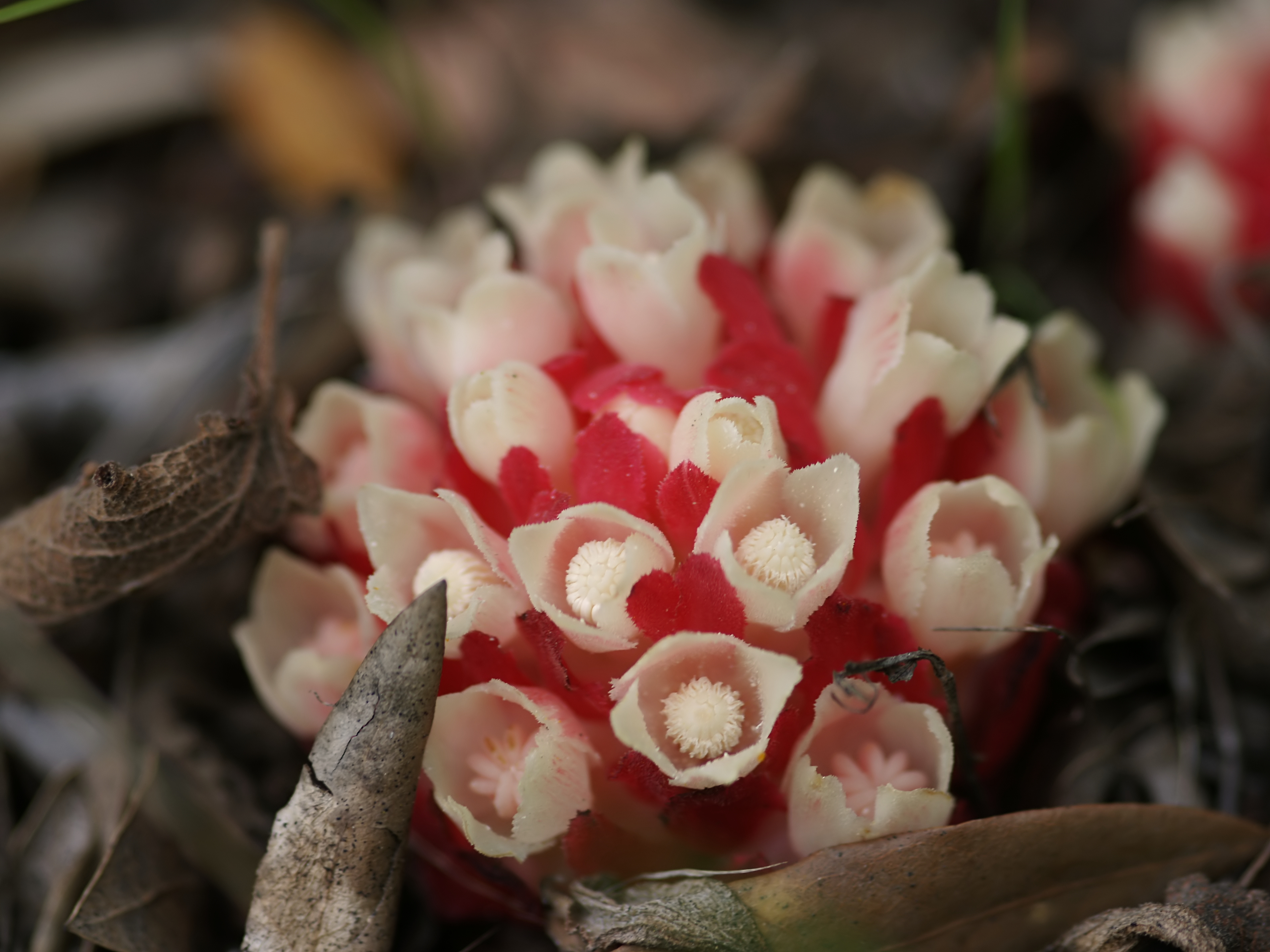

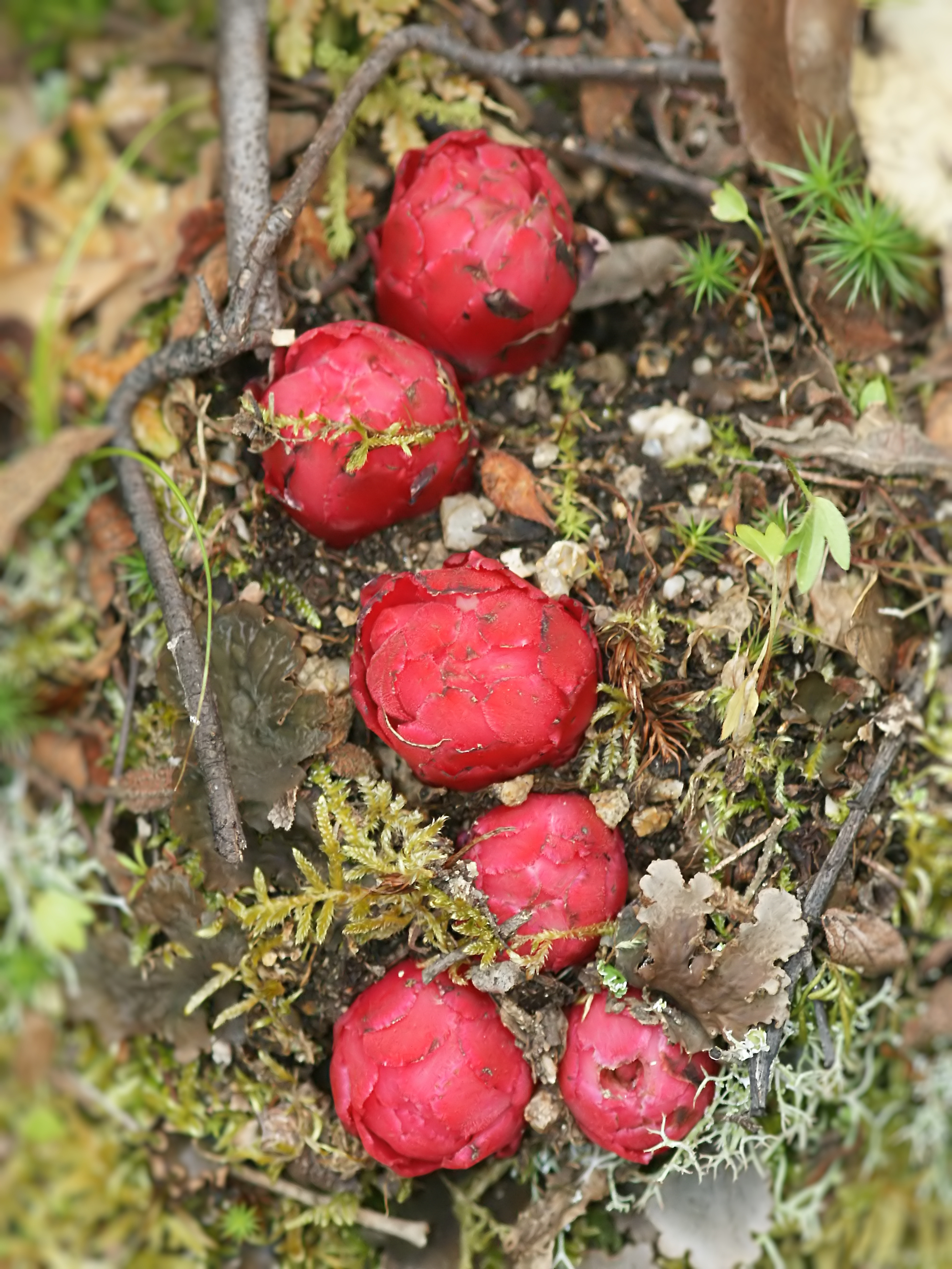

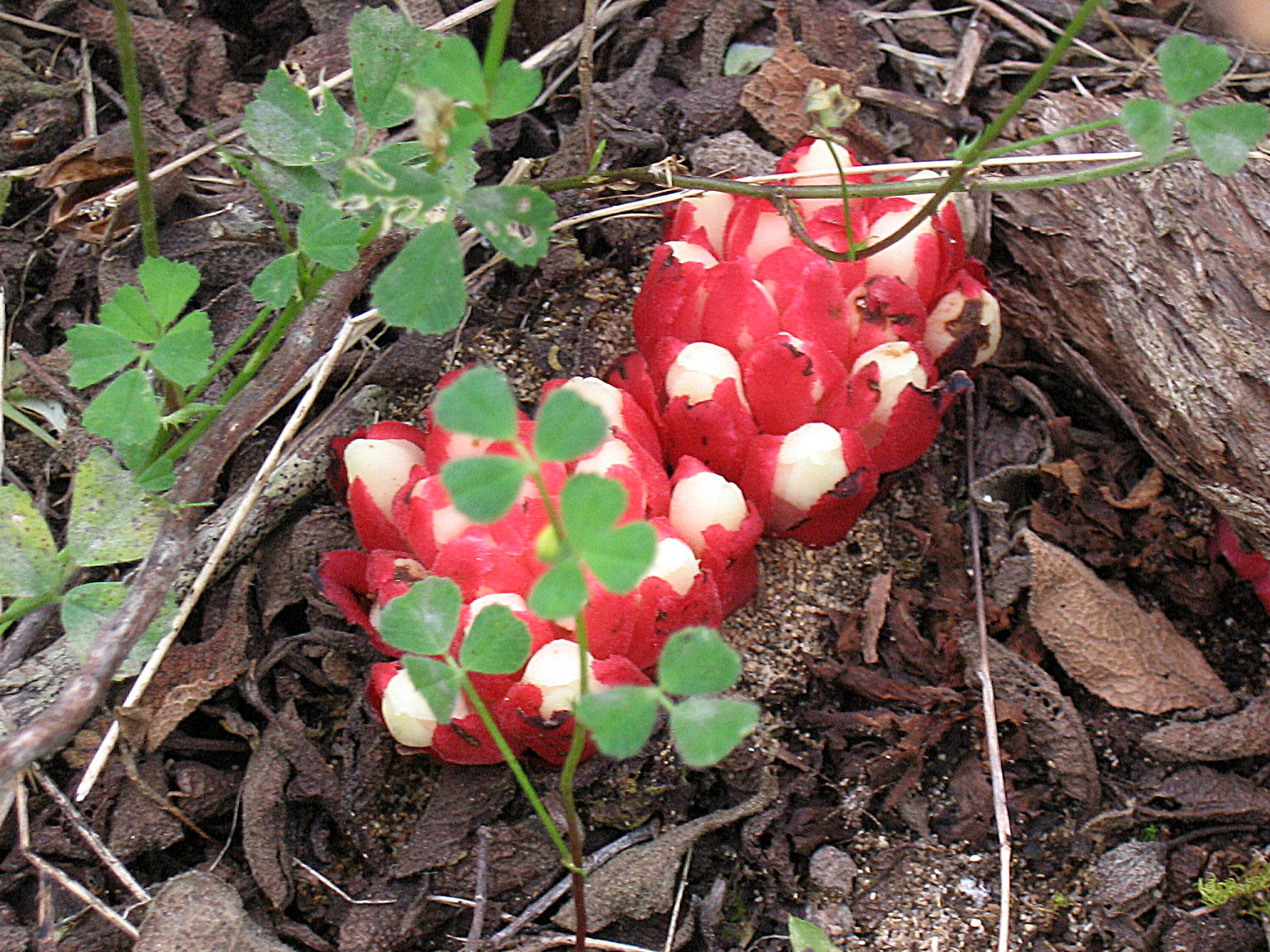

دغموس أحمر (الاسم العلمي:Cytinus ruber) هو نوع من النباتات يتبع جنس الدغموس من الفصيلة الدغموسية.